# Norihisa Shimizu
Norihisa Shimizu (jap. 清水 範久, Shimizu Norihisa; * 4. Oktober 1976 in der Präfektur Gunma) ist ein ehemaliger japanischer Fußballspieler.

## Karriere
Shimizu erlernte das Fußballspielen in der Schulmannschaft der Maebashi Commercial High School. Seinen ersten Vertrag unterschrieb er 1995 bei Júbilo Iwata. Der Verein spielte in der höchsten Liga des Landes, der J1 League. Mit dem Verein wurde er 1997 und 1999 japanischer Meister. 1998 gewann er mit dem Verein den J.League Cup. Im September 2000 wurde er an den Zweitligisten Consadole Sapporo ausgeliehen. 2000 wurde er mit dem Verein Meister der J2 League. 2001 kehrte er nach Júbilo Iwata zurück. Für den Verein absolvierte er 63 Erstligaspiele. 2002 wechselte er zum Ligakonkurrenten Yokohama F. Marinos. Mit dem Verein wurde er 2003 und 2004 japanischer Meister. Für den Verein absolvierte er 141 Erstligaspiele. 2011 wechselte er zum Ligakonkurrenten Avispa Fukuoka. Ende 2011 beendete er seine Karriere als Fußballspieler.

## Erfolge
Júbilo Iwata
- J1 League

Meister: 1997, 1999
Vizemeister: 1998, 2001
- J.League Cup

Sieger: 1998
Finalist: 1997, 2001
Yokohama F. Marinos
- J1 League

Meister: 2003, 2004
Vizemeister: 2002